# Dennis Novikov
Dennis Novikov (* 6. November 1993 in Moskau) ist ein US-amerikanischer Tennisspieler.

## Karriere
Dennis Novikov spielt hauptsächlich auf der ATP Challenger Tour und der ITF Future Tour. Er feierte bislang sechs Einzel- und sechs Doppelsiege auf der Future Tour. Auf der Challenger Tour gewann er bis jetzt das Doppelturnier in Tallahassee im Jahr 2015.
Zum 6. April 2015 durchbrach er erstmals die Top 200 der Weltrangliste im Einzel und seine höchste Platzierung war ein 190. Rang im April 2015.
Sein Debüt im Einzel auf der ATP World Tour gab er im August 2012 bei den US Open, wo er eine Wildcard für das Hauptfeld erhielt. Er gewann seine Erstrundenpartie gegen Jerzy Janowicz in vier Sätzen, bevor er in der zweiten Runde an Julien Benneteau in ebenfalls vier Sätzen scheiterte. Zum zweiten Mal in einem Hauptfeld spielte er im März 2015 bei den BNP Paribas Open in Indian Wells, wo er die Qualifikation gewann und in der ersten Hauptrunde an Jürgen Melzer in zwei Sätzen scheiterte. Seinen ersten Auftritt auf World-Tour-Level im Doppel hatte er zusammen mit Michael Redlicki, ebenfalls bei den US Open im August 2012. Dort gewannen sie die erste Runde gegen Bobby Reynolds und Michael Russell knapp in drei Sätzen. In der zweiten Runde verloren die beiden gegen Ivan Dodig und Marcelo Melo mit 1:6, 5:7.

## Erfolge
| Legende (Anzahl der Siege)  |
| Grand Slam                  |
| ATP World Tour Finals       |
| ATP World Tour Masters 1000 |
| ATP World Tour 500          |
| ATP World Tour 250          |
| ATP Challenger Tour (11)    |

### Einzel

#### Turniersiege
| Nr. | Datum              | Turnier  | Belag     | Finalgegner    | Ergebnis      |
| --- | ------------------ | -------- | --------- | -------------- | ------------- |
| 1.  | 20. September 2015 | Cary     | Hartplatz | Ryan Harrison  | 6:4, 7:5      |
| 2.  | 27. September 2015 | Columbus | Hartplatz | Ryan Harrison  | 6:4, 3:6, 6:3 |
| 3.  | 24. Februar 2018   | Morelos  | Hartplatz | Cristian Garín | 6:4, 6:3      |

### Doppel

#### Turniersiege
| Nr. | Datum              | Turnier         | Belag         | Partner              | Finalgegner                                   | Ergebnis          |
| --- | ------------------ | --------------- | ------------- | -------------------- | --------------------------------------------- | ----------------- |
| 1.  | 2. Mai 2015        | Tallahassee (1) | Sand          | Julio Peralta        | Somdev Devvarman Sanam Singh                  | 6:2, 6:4          |
| 2.  | 30. Januar 2016    | Maui            | Hartplatz     | Jason Jung           | Alex Bolt Frank Moser                         | 6:3, 4:6, [10:8]  |
| 3.  | 30. April 2016     | Tallahassee (2) | Sand          | Julio Peralta        | Peter Luczak Marc Polmans                     | 3:6, 6:4, [12:10] |
| 4.  | 25. September 2016 | Columbus        | Hartplatz     | Miķelis Lībietis     | Philip Bester Peter Polansky                  | 7:5, 7:64         |
| 5.  | 10. Februar 2019   | Dallas (1)      | Hartplatz (i) | Marcos Giron         | Ante Pavić Ruan Roelofse                      | 6:4, 7:63         |
| 6.  | 9. Februar 2020    | Dallas (2)      | Hartplatz (i) | Gonçalo Oliveira     | Luis David Martínez Miguel Ángel Reyes Varela | 6:3, 6:4          |
| 7.  | 14. November 2020  | Cary (1)        | Hartplatz     | Teimuras Gabaschwili | Luke Bambridge Nathaniel Lammons              | 7:5, 4:6, [10:8]  |
| 8.  | 24. Juli 2021      | Cary (2)        | Hartplatz     | Christian Harrison   | Petros Chrysochos Michail Pervolarakis        | 6:3, 6:3          |